# Capital culturel
Ne doit pas être confondu avec Capitale culturelle.
Cet article concerne le capital culturel au sens sociologique. Pour la traduction de l'anglais « cultural capital » au sens de patrimoine culturel, voir patrimoine (culture).
Le capital culturel est l’ensemble des ressources culturelles dont dispose un individu. Ce concept sociologique est introduit par Pierre Bourdieu et Jean-Claude Passeron dans La Reproduction,. Bourdieu et Passeron le définissent comme « les biens culturels qui sont transmis par les différentes actions pédagogiques familiales ». Il existe aux côtés du capital économique et du capital social. La notion de capital culturel a été construite pour rendre compte de l’inégalité des performances scolaires, en mettant d’emblée l’accent sur l’inégale distribution entre les classes des instruments nécessaires à l’appropriation des biens culturels.

## Trois formes distinctes
Pierre Bourdieu y voit un instrument de pouvoir au niveau de l'individu sous forme d'un ensemble de qualifications intellectuelles produites par l'environnement familial et le système scolaire. C'est un capital parce qu'on peut l'accumuler au cours du temps et même, dans une certaine mesure, le transmettre à ses enfants, l'assimilation de ce capital à chaque génération étant une condition de la reproduction sociale.
Comme tout capital, il donne un pouvoir à son détenteur.
Le capital culturel défini par Bourdieu se présente sous trois formes distinctes :
- Une forme incorporée : il est lié au corps, incorporé, cela suppose un travail d’assimilation qui se construit par la socialisation successive, on parle de l'habitus culturel. Il peut s’acquérir de manière totalement dissimulée et inconsciente[3]. La plupart du temps on l’associe à la maitrise des outils intellectuels qui se sont construits au fil des interactions que l’on a connues, par exemple le vocabulaire que l’on utilise, notre facilité à parler en public, ou encore l’aisance sociale.
- Une forme objectivée : c’est un capital qui se retrouve dans la possession de supports matériels tels que des écrits, des peintures, du matériel informatique… tout ce qui peut être transmis et faire l’objet d’une appropriation matérielle. Toutefois pour s’approprier correctement ce matériel Bourdieu nous dit qu’ « il faut disposer personnellement ou par procuration de capital incorporé[3] ». Pour s'approprier un bien culturel, il faut être porteur de l'habitus culturel.
- Une forme institutionnalisée : C’est ce qui institue le capital culturel comme attribut de l’individu. Comme nous dit Bourdieu, « il établit la valeur sous le rapport du capital culturel du détenteur d’un titre déterminé par rapport aux autres détenteurs des titres et inséparablement la valeur en argent contre laquelle il peut être échangé sur le marché du travail[3]». Un titre scolaire s'évalue sur un « marché » : celui des titres scolaires. Sa valeur est relative et dépend de sa position au sein de l'échelle toute relative des titres scolaires. C'est notamment la valeur d'un titre qui permet de se monnayer ensuite, par exemple, sur le marché du travail ou sur le marché des productions de biens culturels[3]

## Approches critiques
La notion de capital culturel a largement été employée en sociologie. Et son utilisation diffuse dans d'autres secteurs en se popularisant. Toutefois, le concept a fait depuis l'objet de critiques. Dans ces critiques, relativistes et déjà envisagées et disqualifiées d'avance dans son livre - et auquel aucune réponse n'est apportée -[non neutre] la vision de Bourdieu énoncée dans La Distinction, ne prendrait pas en compte la culture populaire décrite par Richard Hoggart dans La culture du pauvre.
D'autre part, le transfert héréditaire conçu par Bourdieu fait abstraction des cas atypiques de personnes issues d'un milieu culturellement défavorisé et qui réussissent à l'école (et des cas inverses), autrement dit des transclasses. L'exemple des transclasses semble ainsi contredire une sociologie trop simple. Cependant, afin d'affiner l'analyse sociologique, la philosophe spinoziste Chantal Jacquet dans Les transclasses ou la non-reproduction propose de prolonger le concept d'habitus par celui d'ingenium ou « complexion affective » issu de la philosophie de Spinoza, qui détermine au travers par exemple d'un modèle familial ou non, le transclasse à ne pas reproduire ses origines sociales.
À la légitimité de la culture savante, vient s'opposer la légitimité de l'éclectisme, qui pour Philippe Coulangeon n'est toutefois qu'une autre forme de compétences inégalement distribuées.